# Idzi z Tuskulum
Idzi (Gilles) z Tuskulum, także Idzi z Tusculum oraz Gilles z Paryża lub Gilles z Toucy (ur. ok. 1080 w Toucy − zm. ok. 1140) – kardynał biskup Tusculum najpóźniej od marca 1123 roku.

## Życiorys
Pochodził z Toucy i został najpierw diakonem w Paryżu (stąd przydomek de Paris), a następnie benedyktynem w Cluny (w 1119). W marcu 1123 papież Kalikst II mianował go kardynałem biskupem Tusculum. Sygnował dwie bulle tego papieża, jedną wystawioną na Lateranie 6 kwietnia 1123, a drugą wystawioną w Benewencie 11 września 1123.
Za Honoriusza II obecność Idziego w kurii papieskiej w Rzymie jest poświadczona w dniach 7 marca, 2 kwietnia oraz 4, 5 i 6 maja 1125. Kolejna pewna informacja o nim pochodzi dopiero z 7 maja 1128, gdy ponownie sygnował dwa papieskie przywileje. 8 lipca 1128 Honoriusz II wysłał go do Palestyny jako swojego legata. Idzi powrócił stamtąd już 9 grudnia 1128, gdy sygnował kolejny dokument wystawiony na Lateranie. Następnie podpisał jeszcze dwie inne bulle Honoriusza II z 24 marca i 10 kwietnia 1129.
W 1130 r. przystąpił do obediencji antypapieża Anakleta II i popierał go przez cały okres schizmy do roku 1138, działając jako jego legat w Akwitanii. Pojednał się z prawowitym papieżem Innocentym II w dniu 29 maja 1138, jednak w następnym roku Sobór laterański II potępił go jako byłego schizmatyka i prawdopodobnie deponował z urzędu. Zmarł najpóźniej na początku 1142 roku.

## Legat w Polsce i na Węgrzech
Około 1124 roku Idzi działał jako legat papieski w Polsce i na Węgrzech. O jego działalności na Węgrzech nic nie wiadomo, natomiast o skutkach misji w Polsce zachowało się kilka wzmianek. Z bulli papieża Eugeniusza III z 4 kwietnia 1148 wiadomo, że Idzi doprowadził do utworzenia i oznaczenia granic diecezji kujawskiej, która miała m.in. prowadzić misję chrystianizacji pogan (Pomorzan, Prusów). Na tej podstawie przyjmuje się, że Idzi dokonał reorganizacji struktury diecezjalnej w Polsce. Z legacją tą wiąże się utworzenie diecezji lubuskiej oraz wprowadzenie w Polsce uchwał Soboru laterańskiego z 1123 roku, choć bezpośrednich dowodów na to brak.
Idzi podczas pobytu w Polsce wystawił przywilej na rzecz opactwa benedyktyńskiego w Tyńcu, w którym za zgodą Bolesława Krzywoustego i jego syna Bolesława oraz biskupa krakowskiego Radosta zatwierdził posiadłości opactwa, takie jak: Tuchów (Tucov), Bieździedza, Krajowice, Pilzno, Brzostek (Brestek), Klecie (Clececi), Dęborzyn (Doborin), Szebnie i wioskę "Vnochovici" (Januszkowice?).

### Datowanie legacji
Dużo kontrowersji w literaturze przedmiotu wzbudzało datowanie legacji Idziego w Polsce. Proponuje się lata 1123-25 lub 1125-28. Spór wynika z faktu, że materiał źródłowy jest wyjątkowo skromny, a jego wiarygodność dyskusyjna. Ogółem zachowały się zaledwie trzy dokumenty dotyczące tej legacji:
- tzw. dokument tyniecki, w którym Idzi zatwierdził posiadłości benedyktyńskiego opactwa w Tyńcu. Kardynał tytułował się w nim jako legat Świętego Kościoła Rzymskiego i papieża Kaliksta II na Węgry i Polskę (S. R. E. et domini Calyxti pape per Ungariam et Poloniam legatus). Dokument jest znany tylko z dwóch trzynastowiecznych odpisów, na dodatek interpolowanych. Zaginiony oryginał prawdopodobnie nie zawierał daty, zachowane kopie datowane są (z pewnością błędnie) na rok 1105;
- bulla Eugeniusza III dla biskupa włocławskiego Warnera z 4 kwietnia 1148. Wynika z niej, że kardynał Idzi, działając jako legat w Polsce za panowania Bolesława Krzywoustego (1102-1138), oznaczył granice diecezji włocławskiej;
- przywilej kardynała Idziego dla klasztoru w Arnoldstein w Karyntii, datowany na rok 1126, a wystawiony prawdopodobnie podczas podróży z Rzymu do Polski i Węgier lub w drodze powrotnej; dokument ten zachowany jest jedynie w odpisie sporządzonym w 1471 r.

Z powyższego zestawienia wynika, że zachodzi sprzeczność pomiędzy dokumentem tynieckim a dokumentem z Arnoldstein co do czasu legacji, natomiast bulla z 1148 nie daje żadnych bliższych wskazówek chronologicznych. Analiza podpisów Idziego na dokumentach papieskich dowodzi, że jego pobyt w Polsce i na Węgrzech mógł przypadać jedynie pomiędzy 11 września 1123 a 7 marca 1125 lub pomiędzy 6 maja 1125 a 7 maja 1128. Na pierwszy okres wskazuje dokument tyniecki, który podaje, że Idzi był legatem zmarłego w grudniu 1124 papieża Kaliksta II, natomiast dokument z Arnoldstein jest wprost datowany na rok 1126. Problem polega jednak na tym, że oba znane są jedynie z kopii, przy czym dokument tyniecki zawiera na dodatek liczne interpolacje. Odpowiedzi historyków uzależnione są od tego, który z nich darzą większym zaufaniem.
Karol Maleczyński argumentował na rzecz późniejszego datowania legacji Idziego, uznając, że tytulatura kardynała na dokumencie tynieckim jest nieautentyczna. Zwrócił on uwagę na fakt, że w I połowie XII wieku legaci papiescy w oficjalnych tytułowali się zawsze słowami legat Świętego Kościoła Rzymskiego lub legat Stolicy Apostolskiej, ale nigdy jako legaci konkretnego, imiennie wskazanego papieża. Na tej podstawie przyjął, że słowa "...et domini Calyxti pape..." w tytulaturze Idziego na dokumencie tynieckim, są późniejszą interpolacją, opartą zapewne na jakiejś błędnej lub nieprecyzyjnej notatce annalistycznej.
Dokładna analiza materiału źródłowego stawia jednak pod znakiem zapytania argumentację Maleczyńskiego. Kwestionowany przez niego sposób tytułowania legatów papieskich, choć istotnie bardzo rzadki, jest spotykany także w kilku innych autentycznych dokumentach z XII wieku. Nie ma zatem dostatecznych podstaw do podważania autentyczności tej tytulatury, a hipoteza, że trzynastowieczny interpolator ingerujący w treść dokumentu tynieckiego dopisał błędne imię papieża w tytulaturze legata, jest o wiele mniej prawdopodobna niż omyłka piętnastowiecznego karynckiego kopisty przy przepisywaniu daty na dokumencie z Arnoldstein (MCXXVI zamiast MCXXIV). Z tego względu w literaturze dominuje pogląd, że legacja Idziego w Europie Środkowej przypadała na okres między końcem 1123 a początkiem 1125, a najprawdopodobniej miała miejsce w roku 1124.